# パスモ
株式会社パスモ（英: Pasmo Co.,Ltd.）は、首都圏の鉄道・バスで利用可能なICカード乗車券「PASMO」を発行・運営する会社である。

## 概要
首都圏の交通事業者によって構成される「PASMO協議会」で企画・立案・決定されたプロジェクトを実施するための組織が「株式会社パスモ」である。すなわち、PASMO協議会で決定した事項を、株式会社パスモが実施するという位置付けになる。
原則として、企業の名称としてはカタカナで「パスモ」と表記し、協議会の名称は英字で「PASMO」と表記する（プレスリリースにもそう記載されている）。
カードの名称は、協議会同様に英字で「PASMO」と表記している。
パスモに直接雇用される従業員だけでなく、PASMO協議会加盟交通事業者や駅務機器メーカーなどからの出向者が多く在籍する。

## 事業内容
ICカード乗車券・電子マネーであるPASMOの発行・管理などである。他に、パスモ自身が発行するクレジットカード「パスタウンカード」に関する業務も実施する。

### ICカード乗車券10種類 相互利用開始へ
PASMOは東日本旅客鉄道（JR東日本）が発行するSuica以外のICカードとの相互利用は、2009年8月時点では未定とされた。しかし、PASMOの利用エリアがSuicaよりも限定されていることにより、一部の大手私鉄や多くの利用者からは他のICカードとの相互利用の拡大を希望する声が出ていた。ただ、PASMO加盟各社局はPASMOの運用や維持にかかる費用を負担している上、他のICカードとの互換性を持たせるためのシステム改修費（1社あたり数百万円と試算されている）に耐えられないとして、経営基盤の弱いPASMO加盟の中小私鉄・バス会社などからは反対意見が出ており、利用範囲拡大に対する結論に目処が付いていない状況であるとしていた。
そんな中2010年12月18日には、北海道旅客鉄道（JR北海道、Kitaca）、東日本旅客鉄道（JR東日本、Suica）、東海旅客鉄道（JR東海、TOICA）、西日本旅客鉄道（JR西日本、ICOCA）、九州旅客鉄道（JR九州、SUGOCA）、PASMO協議会（PASMO）・名古屋市交通局・名古屋鉄道（manaca/2011年2月11日導入）、スルッとKANSAI協議会（PiTaPa）、福岡市交通局（はやかけん）・西日本鉄道（nimoca）は、それぞれが発行するICカード乗車券の相互利用の検討を開始した、と言う報道があった。2010年（平成22年）内にも検討会を立ち上げ、2013年（平成25年）3月23日より相互利用が開始された（電子マネーはPiTaPaを除く）。

## 歴史
- 2004年（平成16年）
  - 2月9日 - 大手鉄道事業者9社の共同出資により、パスネット・バスICカード株式会社として設立。
  - 3月1日 - JR東日本との共同出資により、PASMOとSuicaの相互利用に伴う共同事務を行う会社として、株式会社ICカード相互利用センターを設立。
- 2005年（平成17年）12月21日 - 社名を株式会社パスモに変更。
- 2007年（平成19年）
  - 3月18日 - PASMOサービス開始（Suica、モバイルSuica、電子マネーの相互利用も同日から開始）。
  - 4月11日 - 予想以上の売れ行きで在庫が足りなくなり、定期券を除く新規カードの発行を当分中止することを発表。
  - 5月29日 - 電子マネー加盟事業者は、2008年（平成20年）3月より京王電鉄・相模鉄道・京成電鉄・首都圏新都市鉄道が新たな加盟・募集事業者として参加。
  - 8月21日 - 定期券の発売制限を解除。
  - 9月10日 - 記名パスモ、無記名パスモ、小児用パスモの発売制限を解除。
  - 9月29日 - オートチャージの新規申込の制限を解除。これで発売制限を全面解除。
- 2012年
  - 5月18日 -  3月1日より停止していた「マイページ、PASMO履歴照会サービス」終了を発表[6]、同時に、PASMO履歴郵送サービスについても 2012年6月30日で終了。
- 2013年
  - 3月23日 - JR北海道のKitaca、首都圏の私鉄・路線バス・公営交通のPASMO、JR東日本・東京モノレール・東京臨海高速鉄道のSuica、名古屋市交通局および名古屋鉄道のmanaca、JR東海のTOICA、スルッとKANSAIのPiTaPa、JR西日本のICOCA、福岡市交通局のはやかけん、西日本鉄道のnimoca、JR九州のSUGOCAの10種類の交通系ICカードの相互利用サービスを開始[7][8]。前述10種類のうちmanaca、PiTaPaは新規サービス開始。また既に相互利用を開始していたカードについても、manacaを含む9種類で電子マネーサービスの相互利用が可能となった。ただしPiTaPaについては電子マネーの相互利用対象外。加えて新潟交通グループのりゅーと、静岡鉄道グループのLuLuCaそれぞれのサービスエリア内の鉄道・路線バスにおいてサービスを開始（片利用、りゅーと及びLuLuCaは他のICカードエリアでは利用不可）。佐渡汽船においても両津航路（新潟港 - 両津港間）のうちカーフェリー2等・大人運賃の精算時に限りサービスを開始（ただし電子マネーサービスのシステムを使用しているため、利用できるICカードはPiTaPaを除く9種類）[9]。
- 2019年
  - 9月1日 - 短期間の訪日外国人旅行者向けICカード乗車券「PASMO PASSPORT」発売開始。使用可能期間は28日間。
- 2020年
  - 3月18日 - スマートフォンでPASMO のサービスが利用可能な「モバイルPASMO」サービスを開始。ただしAndroid 6.0以上の端末のみ対応[10]。
  - 10月7日 - 「モバイルPASMO」サービスがApple社のiPhoneおよびApple Watchに対応。